# Щелчок (нажатие клавиши)
Щелчок (жарг. клик, от англ. click) — нажатие одной из кнопок указательного устройства ввода. Название происходит от особенности большинства компьютерных мышей.

## В Windows

### Проводник
В Проводнике Windows есть два режима работы мыши:
- классический (открывать двойным щелчком, выделять одиночным);
- как в браузерах (открывать одиночным, выделять наведением указателя).

Далее описаны операции, которые можно выполнить с помощью стандартной трёхкнопочной мыши с колёсиком в стандартном (классическом) режиме.

### Левая кнопка

#### Одиночный щелчок
- активизация и «выделение» элементов (окон, текстовых полей, значков рабочего стола);
- нажатие кнопок, установки галочек и радио-кнопок, выбора элементов списка;
- выбор команд из меню;
- закрытие меню (если щёлкнуть за пределами меню);
- с нажатой клавишей Ctrl — выделение «через один»;
- с нажатой клавишей ⇧ Shift — выделение диапазона.

#### Двойной щелчок
Двойное нажатие мышью (англ. double click) — щелчок левой кнопки мыши два раза без длинной паузы между нажатиями.
- открытие файлов и папок;
- выделение слов в тексте;
- с нажатой клавишей Alt — свойства файла или папки.

#### Перетаскивание с зажатой левой кнопкой (drag-and-drop)
- выделение объектов пунктирной рамкой (зажимаем левую кнопку на пустом месте);
- перемещения выделенных объектов из одного места на другое (зажимаем левую кнопку на одном из объектов);
- выделение текста;
- с нажатой клавишей Ctrl — копирование файла или папки;
- с нажатой клавишей Alt — создание ярлыка к файлу или папке.
- с нажатой клавишей ⇧ Shift — перемещение файла или папки.

### Правая кнопка
- Одиночный щелчок — вызов контекстного меню;
- Перетаскивание с зажатой правой кнопкой (drag-and-drop). По завершении открывается контекстное меню, в котором можно выбрать один из 3 вариантов: переместить, копировать и создать ярлык.

### Средняя кнопка (колёсико, прокрутка)
- Одиночный щелчок в Word, Excel, браузерах — автоматическая прокрутка содержимого.
- Щелчок средней кнопкой по гиперссылке — открыть ссылку в новой вкладке (для просмотрщиков, поддерживающих эту возможность).
- Прокрутка колёсика — прокрутка содержимого окна программы или его масштабирование.
- Ctrl + колёсико — масштабирование содержимого в некоторых программах (Word, Excel, браузеры).

## В консоли Linux
При использовании библиотеки gpm становятся возможными следующие действия мышью:
- При движении мыши с нажатой левой кнопкой — выделение текста с копированием его в буфер обмена (в программах, использующих curses, таких так Midnight Commander, иногда нужно одновременно держать клавишу ⇧ Shift: в противном случае текст будет скопирован во внутренний буфер программы).
- По щелчку средней кнопкой мыши — вставка скопированного текста (в программах, использующих curses, нужно одновременно удерживать клавишу ⇧ Shift).